# 朴·沙拉信
朴·沙拉信（RTGS：Phot Sarasin，1905年3月25日—2000年9月28日），泰国華裔外交家、政治官，父亲黄天喜在十九世紀自中國海南移居泰國曼谷，原先行醫，逐漸與泰國政界建立良好人際關係。
1957年9月，陸軍司令沙立·他那叻元帥發動政變，推翻長達20年的鑾披汶·頌堪軍政府，在政變領導軍政高層為權力爭執不下之時，曾擔任外交使臣的他出任代理总理，並在任期內主持東盟會議，其後他自動辭職，由他儂·吉滴卡宗元帥接任泰國總理。

## 个人生活
沙拉信之配偶為為西黎·沙拉信（Siri Sarasin），他的後代現活躍於泰國政界、外交界與商界，如一子杭邐均為泰國疏密院士，他們的一子為Nok Air航空公司主席。